# Jay Scrubb
Jayden Amari Scrubb, detto Jay (Louisville, 1º settembre 2000), è un cestista statunitense.

## Carriera

### High school
Come matricola ha frequentato la Central High School di Louisville, ma non è stato ammesso nella squadra di basket a causa dello scarso rendimento scolastico.  A volte prendeva farmaci perché credeva di avere difficoltà di apprendimento. In estate, dopo aver fallito il suo anno da matricola, Scrubb ha studiato per soddisfare i requisiti minimi per iniziare il suo secondo anno. Al secondo anno, si è trasferito dalla Central alla più stimata Trinity High School , una scuola di preparazione a Louisville, con un buono in base alle necessità.
Nella sua prima stagione di basket al Trinity si è allenato occasionalmente con la squadra universitaria, ma non ha mai giocato nei giochi, poiché ha dovuto rinunciare a causa delle regole di trasferimento. Nel suo primo anno, si è iscritto a un programma accademico alternativo al Trinity attraverso il quale si è unito a classi più piccole e ha fatto progressi a scuola.  Durante l'estate, ha anche affermato di crescere da 1,88 m (6 piedi 2 pollici) a 1,98 m (6 piedi 6 pollici).  Nella sua stagione da junior, Scrubb ha segnato una media di 16 punti a partita ed è stato nominato Settimo Giocatore dell'anno della regione dal Courier-Journal .  Da senior, aveva una media di 17,8 punti e 7,1 rimbalzi a partita. Scrubb si è ripetuto come settimo giocatore della regione dell'anno ed è stato finalista per il Premio Kentucky Mr. Basketball.

### College
L'11 aprile 2018 ha firmato per giocare a basket al college per il John A. Logan College , un college junior a Carterville, Illinois .  È entrato a far parte di una squadra del college junior perché non era accademicamente idoneo per una borsa di studio della divisione I della NCAA, sebbene avesse intenzione di trasferirsi successivamente a un programma della divisione I. Scrubb ha fatto il suo debutto al college il 1 ° novembre 2018, segnando 12 punti in una vittoria per 106-81 contro Motlow State. L'8 dicembre, ha segnato 25 punti e 20 rimbalzi, il massimo della stagione, in una vittoria per 99-69 sul Southeastern Illinois College. Scrubb, il 16 gennaio, ha registrato i migliori 40 punti della stagione e 13 rimbalzi in una vittoria per 105-93 sul Rend Lake College .  Ha terminato la stagione con una media di 20,2 punti, 8,9 rimbalzi e 1,6 blocchi a partita, tirando il 46% da tre punti.  Scrubb è stato nominato giocatore dell'anno dalla regione 24 della National Junior College Athletic Association (NJCAA) e Freshman of the Year della Great Rivers Athletic Conference (GRAC).  Ha anche guadagnato gli onori All-American della prima squadra della divisione I della NJCAA.
Ha sfruttato il suo successo da matricola presso John A. Logan in offerte da molti programmi della divisione I della NCAA, tra cui Louisville , Memphis e Texas Tech .  È stato classificato come la recluta numero uno del college junior nella sua classe dopo la sua prima stagione. Il 28 settembre 2019, Scrubb si è impegnato a suonare per Louisville dopo un altro anno al John A. Logan.  Il 1 ° novembre 2019, alla sua seconda stagione di apertura, Scrubb ha segnato 13 punti e ha combattuto problemi di fallo in una sconfitta sconvolta contro l'Otero Junior College. Il 6 dicembre, è stato annunciato che era stato sospeso a tempo indeterminato dopo essere tornato al campus tardi dopo la Pausa del Ringraziamento. Al secondo anno, Scrubb aveva una media di 21,9 punti, 6,8 rimbalzi e 2,7 assist a partita.  Dopo la stagione, è stato nominato NABC NJCAA Division I Player of the Year e ripetuto come prima squadra NJCAA Division I All-American, pur essendo stato nominato GRAC Player of the Year.  Il 25 marzo 2020, Scrubb ha dichiarato per il draft NBA 2020 mantenendo la sua idoneità e non ha firmato immediatamente con un agente.  Il 9 aprile ha annunciato che avrebbe firmato con un agente e avrebbe rinunciato alla sua idoneità al basket universitario.

### NBA

#### Los Angeles Clippers (2020-)
Il 18 novembre 2020 è stato selezionato dai Brooklyn Nets con la 55ª scelta assoluta nel Draft NBA 2020. Successivamente è stato ceduto ai Los Angeles Clippers.  È diventato il primo giocatore JUCO ad essere scelto dopo Donta Smith (2004). Il 23 novembre 2020 ha firmato un two-way contract con i Clippers.

## Statistiche

### NJCAA
| Anno      | Squadra               | PG | PT | MP | TC%  | 3P%  | TL%  | RP  | AP  | PRP | SP  | PP   |
| --------- | --------------------- | -- | -- | -- | ---- | ---- | ---- | --- | --- | --- | --- | ---- |
| 2018-2019 | John A. Logan College | 31 | 30 | -  | 54,9 | 46,4 | 79,1 | 8,9 | 1,5 | 1,1 | 1,6 | 20,2 |
| 2019-2020 | John A. Logan College | 29 | 25 | -  | 50,1 | 33,3 | 72,7 | 6,8 | 2,7 | 1,4 | 0,9 | 21,9 |
| Carriera  | Carriera              | 60 | 55 | -  | 52,4 | 39,5 | 75,3 | 7,7 | 2,1 | 1,3 | 1,2 | 20,7 |

### NBA

#### Regular season
| Anno      | Squadra       | PG | PT | MP   | TC%  | 3P%  | TL%  | RP  | AP  | PRP | SP  | PP  |
| --------- | ------------- | -- | -- | ---- | ---- | ---- | ---- | --- | --- | --- | --- | --- |
| 2020-2021 | L.A. Clippers | 4  | 1  | 21,0 | 38,9 | 22,2 | 100  | 3,5 | 0,3 | 1,0 | 0,0 | 8,8 |
| 2021-2022 | L.A. Clippers | 18 | 0  | 6,7  | 39,1 | 28,6 | 70,0 | 0,9 | 0,4 | 0,2 | 0,2 | 2,7 |
| 2022-2023 | Orlando Magic | 2  | 0  | 15,1 | 71,4 | 100  | 50,0 | 3,0 | 0,5 | 1,0 | 0,0 | 6,5 |
| Carriera  | Carriera      | 24 | 1  | 9,8  | 41,6 | 31,3 | 76,5 | 1,5 | 0,4 | 0,4 | 0,1 | 4,0 |

#### Play-off
| Anno | Squadra       | PG | PT | MP  | TC% | 3P% | TL% | RP  | AP  | PRP | SP  | PP  |
| ---- | ------------- | -- | -- | --- | --- | --- | --- | --- | --- | --- | --- | --- |
| 2021 | L.A. Clippers | 6  | 0  | 1,3 | -   | -   | -   | 0,2 | 0,0 | 0,0 | 0,0 | 0,0 |

#### Massimi in carriera
- Massimo di punti: 17 vs Houston Rockets (14 maggio 2021)[1]
- Massimo di rimbalzi: 7 vs Oklahoma City Thunder (16 maggio 2021)
- Massimo di assist: 2 (3 volte)
- Massimo di palle rubate: 3 vs Houston Rockets (14 maggio 2021)
- Massimo di stoppate: 1 (3 volte)
- Massimo di minuti giocati: 40 vs Houston Rockets (14 maggio 2021)

### NBA G-League
| Anno      | Squadra        | PG | PT | MP   | TC%  | 3P%  | TL%  | RP  | AP  | PRP | SP  | PP   |
| --------- | -------------- | -- | -- | ---- | ---- | ---- | ---- | --- | --- | --- | --- | ---- |
| 2021-2022 | A.C. Clippers  | 3  | 2  | 18,3 | 45,0 | 43,8 | 66,7 | 2,0 | 2,0 | 1,0 | 0,3 | 16,0 |
| 2022-2023 | Lakeland Magic | 28 | 25 | 30,8 | 45,7 | 28,3 | 75,0 | 5,8 | 2,3 | 1,0 | 0,9 | 22,2 |
| Carriera  | Carriera       | 31 | 27 | 29,6 | 45,6 | 29,4 | 74,8 | 5,4 | 2,3 | 1,0 | 0,8 | 21,6 |